# Irving Gill
Pour les articles homonymes, voir Gill.
Irving Gill (Tully, près de Syracuse, 26 avril 1870 - 7 octobre 1936) est un architecte renommé en Californie du Sud.

## Biographie
Considéré souvent comme ayant produit la meilleure architecture de San Diego, Gill pratiqua en Californie à partir de 1893, après avoir travaillé sous Dankmar Adler et Louis Sullivan à Chicago. Gill (appelé Jack par ses amis) fut un pionnier dans le design rationnel et au début du modernisme pour les bâtiments résidentiels et commerciaux. Cette période de sa carrière commença environ en 1907, suivant un partenariat avec William S. Hebbard qui produisit un bon travail, important dans l'histoire de San Diego, mais peu connu sur le plan national.
Irving Gill se sentait concerné par les bénéfices sociaux qu'apporte la bonne architecture et travailla d'un intérêt et d'un niveau égal aussi bien pour des projets pour des banquiers et des maires que pour des projets de réserves indiennes, une église afro-américaine et des projets pour des travailleurs mexicains immigrés.
Le travail mûr de Gill décrit de « cubiste » en son temps était une tentative de retirer les détails non nécessaires, un peu à la manière du mouvement Arts & Crafts, mais avec une spiritualité de type Zen et quelques références locales du sud-ouest. Son meilleur travail d'architecte des années 1910 est identifiée par : des toits plats sans gouttières, une unité de matériau (la plupart du temps du béton), des fenêtres à gros carreaux avec des traverses dessus, des murs de couleur blanche ou presque blanche, des formes cubiques ou rectangulaires, des arches au niveau du sol fréquentes ou des séries d'arches créant des passages extérieurs couverts transitionnels à la manière de certains bâtiments italiens ou espagnols.
Les intérieurs de Gill sont connus pour leurs bâtis minimaux ou éclatants, leurs foyers simples, leurs baignoires fermées, leurs lucarnes fréquentes, leurs murs plâtrés avec des éléments seulement occasionnels de bois, souvent avec des sols en béton ou en magnisite et en évitant généralement les fissures, les rebords et les changements de matériau inutiles.
Les meilleurs travaux les plus connus de Irving J. Gill comprennent : la maison George W. Marston (1904-, avec W.S. Hebbard), la maison Walter L. Dodge à West Hollywood (1914-16, démolie), F.B. Lewis Courts à Sierra Madre (1910), Horatio West Court à Santa Monica (1919), les premiers bâtiments à l'institut d'océanographie Scripps (1908-) et l'"enceinte" La Jolla comprenant le La Jolla Woman's Club (1912-), l'école des évêques de Californie (1910-), le La Jolla Recreation Center (1913-), et la résidence pour Ellen Browning Scripps (1915, reconvertie maintenant en musée d'art contemporain de San Diego).
Le travail de Gill a considérablement ralenti environ après 1920 pour cause de maladie, de changements de goûts du public et d'un désir moindre de compromission avec les clients. Après la fin des années 1920, il ajouta certaines touches d'Art déco ou de "Moderne" dans son travail.